# کارین توریگ
کارین توریگ (انگلیسی: Karin Thürig؛ زادهٔ ۴ ژوئیهٔ ۱۹۷۲) دوچرخه‌سوار اهل سوئیس است.
وی در مسابقات کشوری و بین‌المللی در مجموع برندهٔ ۲ مدال طلا، ۲ مدال نقره، ۴ مدال برنز شده‌است.